# Japan Rugby League One 2023-24
La Japan Rugby League One 2023-24 fue la vigésimo primera edición y la tercera bajo la denominación actual del principal torneo de rugby profesional de Japón.

## Sistema de competición
El formato y el calendario se anunciarán el 6 de septiembre de 2023. Consistirá en un partido de todos contra todos, antes de entrar en un playoff de estilo eliminatorio para los cuatro equipos finalistas. Contó con dos conferencias (A, B). Los equipos de cada conferencia jugaron contra los equipos de su respectiva conferencia dos veces (una en casa y otra fuera) y seis partidos contra todos los equipos de la otra conferencia, tres en casa y tres fuera. Cada equipo jugó un total de dieciséis partidos de temporada, además de partidos de play-off adicionales, incluidos los play-offs de descenso.

## Equipos participantes
| Club                                                | Ciudad   | Entrenador       | Estadio                               | Capacidad |
| --------------------------------------------------- | -------- | ---------------- | ------------------------------------- | --------- |
| Black Rams Tokyo リコーブラックラムズ東京           | Tokio    | Peter Hewat      | Komazawa Olympic Park Stadium         | 20 010    |
| Brave Lupus Tokyo 東芝ブレイブルーパス東京          | Tokio    | Todd Blackadder  | Ajinomoto Stadium                     | 49 970    |
| Hanazono Liners 花園近鉄ライナーズ                  | Osaka    | Yoshitake Mizuma | Hanazono Rugby Stadium                | 30 000    |
| Kobe Steelers コベルコ神戸スティーラーズ            | Hyōgo    | Dave Rennie      | Noevir Stadium Kobe                   | 30 132    |
| Mie Heat 三重ホンダヒート                           | Mie      | Kieran Crowley   | Mie Suzuka Sports Garden              | 12 000    |
| Sagamihara DynaBoars 三菱重工相模原ダイナボアーズ   | Kanagawa | Glenn Delaney    | Sagamihara Gion Stadium               | 15 300    |
| Saitama Wild Knights 埼玉パナソニックワイルドナイツ | Saitama  | Robbie Deans     | Kumagaya Rugby Ground                 | 24 000    |
| Shizuoka Blue Revs 静岡ブルーレヴズ                 | Shizuoka | Yuichiro Fujii   | Yamaha Stadium                        | 15 165    |
| Spears Tokyo Bay クボタスピアーズ船橋・東京ベイ     | Chiba    | Frans Ludeke     | Edogawa Stadium                       | 6950      |
| Tokyo Sungoliath 東京サントリーサンゴリアス         | Tokio    | Tanka Kiyonori   | Chichibunomiya Rugby Stadium          | 27 188    |
| Toyota Verblitz トヨタヴェルブリッツ                | Aichi    | Ben Herring      | Paloma Mizuho Rugby Stadium           | 15 000    |
| Yokohama Eagles 横浜キヤノンイーグルス              | Kanagawa | Keisuke Sawaki   | NHK Spring Mitsuzawa Football Stadium | 15 454    |

## Fase regular[3]
|  | Clasificado a semifinales.            |
|  | Clasificado a partidos de relegación. |

| Pos. | Equipo               | Encuentros | Encuentros | Encuentros | Encuentros | PB | PB | Puntos |
| Pos. | Equipo               | PJ         | PG         | PE         | PP         | BO | BD | Puntos |
| ---- | -------------------- | ---------- | ---------- | ---------- | ---------- | -- | -- | ------ |
| 1.º  | Saitama Wild Knights | 16         | 16         | 0          | 0          | 11 | 0  | 75     |
| 2.º  | Brave Lupus Tokyo    | 16         | 14         | 1          | 1          | 7  | 0  | 65     |
| 3.º  | Tokyo Sungoliath     | 16         | 10         | 1          | 5          | 5  | 3  | 50     |
| 4.º  | Yokohama Eagles      | 16         | 10         | 0          | 6          | 6  | 3  | 49     |
| 5.º  | Kobe Steelers        | 16         | 9          | 1          | 6          | 5  | 2  | 45     |
| 6.º  | Spears Funabashi     | 16         | 8          | 1          | 7          | 5  | 5  | 44     |
| 7.º  | Toyota Verblitz      | 16         | 9          | 0          | 7          | 5  | 2  | 43     |
| 8.º  | Shizuoka Blue Revs   | 16         | 6          | 2          | 8          | 3  | 2  | 33     |
| 9.º  | Sagamihara DynaBoars | 16         | 6          | 0          | 10         | 0  | 3  | 27     |
| 10.º | Black Rams Tokyo     | 16         | 3          | 0          | 13         | 1  | 4  | 17     |
| 11.º | Mie Honda Heat       | 16         | 1          | 0          | 15         | 0  | 3  | 7      |
| 12.º | Hanazono Liners      | 16         | 1          | 0          | 15         | 0  | 2  | 6      |

## Fase final

### Semifinal
| 18 de mayo de 2024 | Saitama Wild Knights | 20 - 17 | Yokohama Eagles | Chichibunomiya Rugby Stadium, Tokio |  |

| 19 de mayo de 2024 | Brave Lupus Tokyo | 28 - 20 | Tokyo Sungoliath | Chichibunomiya Rugby Stadium, Tokio |  |

### Tercer puesto
|  | Tokyo Sungoliath | 40 - 33 | Yokohama Eagles | Chichibunomiya Rugby Stadium, Tokio |  |

### Final
|  | Saitama Wild Knights | 20 - 24 | Brave Lupus Tokyo | Estadio Olímpico de Tokio, Tokio |  |

| Bandera de Japón          |
| Campeón Brave Lupus Tokyo |
| Sexto título              |

### Repechaje
| Ganador          | Ida     | Vuelta  | Global  | Perdedor                   |
| ---------------- | ------- | ------- | ------- | -------------------------- |
| Black Rams Tokyo | 40 - 21 | 55 - 0  | 95 - 21 | Green Rockets Tokatsu      |
| Mie Honda Heat   | 57 - 39 | 15 - 24 | 72 - 63 | Toyota Industries Shuttles |
| Urayasu D-Rocks  | 21 - 12 | 35 - 30 | 56 - 42 | Hanazono Liners            |